# Arcidiocesi di Palembang
L'arcidiocesi di Palembang (in latino Archidioecesis Palembangensis) è una sede metropolitana della Chiesa cattolica in Indonesia. Nel 2021 contava 80.880 battezzati su 14.717.600 abitanti. È retta dall'arcivescovo Yohanes Harun Yuwono.

## Territorio
L'arcidiocesi si trova in Indonesia nella parte meridionale dell'isola di Sumatra, comprende le province di Sumatra Meridionale, di Jambi e di Bengkulu.
Sede arcivescovile è la città di Palembang, dove si trova la cattedrale di Santa Maria.
Il territorio è suddiviso in 29 parrocchie.

## Storia
La prefettura apostolica di Benkoelen fu eretta il 27 dicembre 1923 con il breve Cum propagationi di papa Pio XI, ricavandone il territorio dalla prefettura apostolica di Sumatra (oggi arcidiocesi di Medan).
Il 13 giugno 1939 in forza della bolla Apostolica di papa Pio XII la prefettura apostolica fu elevata a vicariato apostolico e assunse il nome di vicariato apostolico di Palembang.
Il 19 giugno 1952 cedette una porzione del suo territorio a vantaggio dell'erezione della prefettura apostolica di Tandjung-Karang (oggi diocesi di Tanjungkarang).
Il 3 gennaio 1961 il vicariato apostolico fu elevato a diocesi con la bolla Quod Christus di papa Giovanni XXIII. Originariamente era suffraganea dell'arcidiocesi di Medan.
Il 1º luglio 2003 la diocesi è stata elevata al rango di arcidiocesi metropolitana con la bolla Pascendi Dominici gregis di papa Giovanni Paolo II.

## Cronotassi dei vescovi
Si omettono i periodi di sede vacante non superiori ai 2 anni o non storicamente accertati.
- Henricus Leo Smeets, S.C.I. † (28 maggio 1924 - 1926 dimesso)
- Henricus Norbertus (Harrie) van Oort, S.C.I. † (19 gennaio 1927 - 1934 dimesso)
- Henri Martin Mekkelholt, S.C.I. † (19 gennaio 1934 - 5 aprile 1963 dimesso[1])
- Joseph Hubertus Soudant, S.C.I. † (5 aprile 1963 - 20 maggio 1997 ritirato)
- Aloysius Sudarso, S.C.I. (20 maggio 1997 - 3 luglio 2021 ritirato)
- Yohanes Harun Yuwono, dal 3 luglio 2021

## Statistiche
L'arcidiocesi nel 2021 su una popolazione di 14.717.600 persone contava 80.880 battezzati, corrispondenti allo 0,5% del totale.
| anno | popolazione | popolazione | popolazione | presbiteri | presbiteri | presbiteri | presbiteri                | diaconi | religiosi | religiosi | parrocchie |
| anno | battezzati  | totale      | %           | numero     | secolari   | regolari   | battezzati per presbitero | diaconi | uomini    | donne     | parrocchie |
| ---- | ----------- | ----------- | ----------- | ---------- | ---------- | ---------- | ------------------------- | ------- | --------- | --------- | ---------- |
| 1950 | 5.410       | 2.500.000   | 0,2         | 19         |            | 19         | 284                       |         | 36        | 76        | 8          |
| 1970 | 24.999      | 4.500.000   | 0,6         | 32         |            | 32         | 781                       |         | 47        | 121       |            |
| 1980 | 37.045      | 5.620.000   | 0,7         | 32         | 1          | 31         | 1.157                     |         | 51        | 116       |            |
| 1990 | 59.670      | 7.406.000   | 0,8         | 40         | 4          | 36         | 1.491                     |         | 64        | 192       | 24         |
| 1999 | 72.968      | 10.500.000  | 0,7         | 62         | 16         | 46         | 1.176                     |         | 65        | 221       | 26         |
| 2000 | 74.233      | 10.750.000  | 0,7         | 59         | 19         | 40         | 1.258                     |         | 60        | 227       | 26         |
| 2001 | 76.480      | 11.852.600  | 0,6         | 66         | 22         | 44         | 1.158                     |         | 63        | 222       | 26         |
| 2002 | 77.298      | 11.622.559  | 0,7         | 67         | 22         | 45         | 1.153                     |         | 73        | 227       | 26         |
| 2003 | 76.201      | 10.828.441  | 0,7         | 69         | 22         | 47         | 1.104                     |         | 65        | 236       | 26         |
| 2013 | 73.265      | 12.588.884  | 0,6         | 84         | 31         | 53         | 872                       |         | 69        | 333       | 26         |
| 2016 | 76.509      | 12.993.702  | 0,6         | 88         | 33         | 55         | 869                       |         | 75        | 327       | 26         |
| 2019 | 80.070      | 14.217.147  | 0,6         | 93         | 41         | 52         | 860                       |         | 78        | 368       | 29         |
| 2021 | 80.880      | 14.717.600  | 0,5         | 98         | 42         | 56         | 825                       |         | 83        | 373       | 29         |